# Стефан Крок
Стефан Крок (швед. Stefan Krook, 1 жовтня 1950) — шведський яхтсмен.
Срібний призер Олімпійських Ігор 1972 року в класі Солінґ.
Чемпіон світу в класі Солінґ 1970 року, бронзовий призер 1973, 1979 років.
Чемпіон Європи в класі Солінґ 1975 року.